# Guillermo I de Bures
Guillermo I de Bures (fallecido en 1142), originario de Bures-sur-Yvette en la Isla de Francia, llegó al Reino de Jerusalén, junto a su hermano Godofredo, antes de 1115.
Ambos eran vasallos de Joscelino de Courtenay. En 1119 participaron en una incursión en tierra musulmana al otro lado del Río Jordán, durante el cual Godofredo fue asesinado. Cuando Joscelino recibió el Condado de Edesa, dejó el Principado de Galilea a Guillermo.
Con la muerte de Eustaquío de Grenier en 1123 y el cautiverio de Balduino II de Jerusalén, se convirtió en Condestable y Regente del Reino de Jerusalén. En 1128, fue enviado a Francia, junto a Hugo de Payens, para elegir un marido a Melisenda de Jerusalén, hija y heredera de Balduino. Murió en 1142. No tuvo hijos, y su sobrino Elinardo de Bures, probablemente hijo de su hermano Godofredo, le sucedió.